# Sarah Robertson (Hockeyspielerin)
Sarah Robertson (* 27. September 1993 in Selkirk, Schottland) ist eine britische Hockeyspielerin. Sie war mit der britischen Nationalmannschaft Olympiadritte 2021 und mit der schottischen Nationalmannschaft dreimal Teilnehmerin an den Commonwealth Games.

## Sportliche Karriere
Die Mittelfeldspielerin spielte während ihres Studiums an der University of Edinburgh im Team ihrer Hochschule und war als Profi in Belgien aktiv. 2024 spielte sie für den Hampstead and Westminster Hockey Club.
Robertson debütierte 2012 in der schottischen und 2015 in der britischen Nationalmannschaft. Ihr erstes großes internationales Turnier waren die Commonwealth Games 2014 in Glasgow, bei denen die schottische Mannschaft den sechsten Platz belegte. Robertson war die jüngste Spielerin ihrer Mannschaft und wurde in allen fünf Spielen eingesetzt. 2015 bei der Europameisterschaft in London erreichten die Schottinnen den sechsten Patz und vermieden damit den Abstieg aus der Topgruppe. Robertson war in allen fünf Spielen dabei. Zwei Jahre später bei der Europameisterschaft 2017 in Amstelveen stiegen die Schottinnen dann als Achte von acht Mannschaften ab. 2018 belegten die Schottinnen bei den Commonwealth Games in Gold Coast den siebten Platz unter zehn teilnehmenden Mannschaften. Robertson wirkte in allen fünf Spielen mit. 2019 gelang den Schottinnen bei der B-Europameisterschaft der sofortige Wiederaufstieg in die Topgruppe. Zwei Jahre später stiegen die Schottinnen bei der Europameisterschaft 2021 in Amstelveen wieder ab. Bei den erst 2021 ausgetragenen Olympischen Spielen in Tokio bezwangen die Britinnen im Viertelfinale die Spanierinnen im Penaltyschießen, im Halbfinale unterlagen sie den Niederländerinnen mit 1:5. Im Spiel um den dritten Platz trafen die Britinnen auf die Inderinnen und siegten mit 4:3. Robertson war in allen acht Spielen dabei und erzielte ein Tor im Spiel um Bronze. Ende Juli 2022 begannen die Commonwealth Games in Birmingham. Die Schottinnen belegten den sechsten Platz unter zehn Mannschaften. Robertson war in allen fünf Spielen dabei. Zwei Jahre später schied Robertson mit der britischen Mannschaft im Viertelfinale der Olympischen Spiele in Paris gegen die Niederländerinnen aus.
Sarah Robertson bestritt bis August 2024 118 Länderspiele für Schottland und 101 Länderspiele für die britische Mannschaft. Hinzu kamen fünf Hallenländerspiele für Schottland.